# Othresypna
Othresypna är ett släkte av fjärilar. Othresypna ingår i familjen nattflyn.

## Dottertaxa tillOthresypna, i alfabetisk ordning[1]
- Othresypna admiratio
- Othresypna albipunctata
- Othresypna albistigma
- Othresypna astrigera
- Othresypna biocularis
- Othresypna borneensis
- Othresypna burmanica
- Othresypna caliginosa
- Othresypna catocaloides
- Othresypna contellata
- Othresypna difformis
- Othresypna distincta
- Othresypna fenella
- Othresypna formosensis
- Othresypna infrapicta
- Othresypna intermedia
- Othresypna kosempona
- Othresypna marginalis
- Othresypna marginata
- Othresypna moltrechti
- Othresypna oblonga
- Othresypna ochreicilia
- Othresypna ochreimarginalis
- Othresypna pela
- Othresypna perplaga
- Othresypna perpunctosa
- Othresypna plaga
- Othresypna postflavida
- Othresypna pretiosissima
- Othresypna pseudoumbrosa
- Othresypna pulchra
- Othresypna punctosa
- Othresypna quadrinotata
- Othresypna spodix
- Othresypna submarginata
- Othresypna subolivacea
- Othresypna sumatrensis
- Othresypna umbrosa